# Norman Krasna
Norman Krasna, född 7 november 1909, död 1 november 1984, var en amerikansk filmförfattare, filmproducent och filmregissör.
Norman Krasna verkade efter universitetsstudier som teater- och filmkritiker i flera New Yorktidningar, kom i början av 1930-talet till Hollywood som reklamman hos Warner Bros. och började skriva filmmanuskript. Bland Krasnas mest framstående filmer märks Hans fru och hans sekreterare, Storstad, Fury och Det började med Eva. Krasna var även verksam som producent för filmer som Storstad och Hemliga Higgins och som filmregissör för filmer som Gift dig med mig.